# Версуа (город)
Версуа́ (фр. Versoix, франкопров. Vèrsouèx) — город и коммуна в кантоне Женева в Швейцарии. Граничит с Францией.
Город и коммуну пересекает река Версуа.
Здесь находится имение потомков бывшего короля Румынии — Михая I.
Здесь в ноябре 1985 года прошла встреча Михаила Горбачева и Рональда Рейгана.
6 % населения — англоязычные.